# ベンゼンヘキサクロリド
ベンゼンヘキサクロリド (benzene hexachloride, BHC)、別名・ヘキサクロロシクロヘキサン（hexachlorocyclohexane, HCH) とは、分子式 C6H6Cl6 と表される有機塩素化合物。シクロヘキサン環が持つ6個の炭素のそれぞれに塩素原子と水素原子がひとつずつ結合したもの。すなわち、ベンゼンに6個の塩素原子が付加した構造を持つ。毒物及び劇物取締法により劇物に指定されている。

## 概要
BHCは、DDTと同じく塩素を含む有機化合物で、1825年にイギリスの電気化学者マイケル・ファラデーが合成したのが最初である。その後1912年にオランダのテウニス・ファン＝デル＝リンデンが単離に成功、フランスのデュピールとロゥクール、インペリアル・ケミカル・インダストリーズのスレードが相前後して殺虫作用を見出した。日本で最初にBHCの工業的合成に成功したのは、鐘淵紡績株式会社である。
「ベンゼンヘキサクロリド」という命名は、英語 "benzene hexachloride" の日本式読みであるが、IUPACの命名規則には合っておらず、「1,2,3,4,5,6-ヘキサクロロシクロヘキサン(HCH)」が正しい命名となる。αからθまで8つのジアステレオマーがあり、α-BHCにはエナンチオマーが存在するので、立体異性体は合計9種類となる。
- α-BHC：(1alpha,2alpha,3beta,4alpha,5beta,6beta)-Hexachlorocyclohexane
- β-BHC：(1alpha,2beta,3alpha,4beta,5alpha,6beta)-Hexachlorocyclohexane
- γ-BHC：(1alpha,2alpha,3beta,4alpha,5alpha,6beta)-Hexachlorocyclohexane
- δ-BHC：(1alpha,2alpha,3alpha,4beta,5alpha,6beta)-Hexachlorocyclohexane
- ε-BHC：(1alpha,2alpha,3alpha,4beta,5beta,6beta)-Hexachlorocyclohexane
- ζ-BHC：(1alpha,2alpha,3alpha,4alpha,5alpha,6alpha)-Hexachlorocyclohexane
- η-BHC：(1alpha,2alpha,3alpha,4alpha,5beta,6beta)-Hexachlorocyclohexane
- θ-BHC：(1alpha,2alpha,3alpha,4alpha,5alpha,6beta)-Hexachlorocyclohexane

BHC製品中、γ-BHC（図）が99%以上含有するものはリンダン （またはリンデン, 英: lindane）と呼ばれ、1941年に神経毒として殺虫効果が見いだされて以来、農業用や住居用の殺虫剤、殺ダニ剤として広く用いられていた。α-BHCとδ-BHCもわずかに殺虫力を持ち、その他の異性体はほとんど殺虫力がない。特にβ-BHCは、殺虫力がほとんどないのに代謝排泄を受けにくく、毒性がガンマ体の5～20倍あるとされ、問題視された。
BHCは環境中で分解されにくく、特にβ-BHCの残留性が問題となったため、現在は多くの国で殺虫剤としての使用が禁止され、POPs条約で規制対象として付属書A（廃絶＝製造・使用禁止等）に記載されている。また日本では、化審法により第一種特定化学物質に指定されている。
特に、農薬として使用した場合、動物が食物から摂取して、脂肪、肝臓、腎臓などに蓄積する危険がある。また、母乳に含まれる例も知られている。亜急性・慢性中毒は頭痛、眩暈、神経過敏、協調運動失調、嘔気、体重減少、全身倦怠感の症状の他、再生不良性貧血の造血障害、実験的には肝腫瘍形成や性機能障害が認められる。

## 物性
水に対する溶解度は低い。安定性が高いことから、自然環境中で分解しにくい。

## 用途

### 農薬
殺虫効果が高いことから、乳剤、加湿性粉剤などとしてイネ、野菜、果樹、生薬などに広く使用されたが、人に対する毒性も強く、また、異性体の残留問題もあり、現在は多くの国で使用が禁止されている。
日本では1968年に残留農薬としての基準（リンゴ、ブドウ、キュウリ、トマトにおいて0.5ppm）が定められたほか、
1969年に牛乳への汚染が問題視され、1971年に失効となった。当時のサザエさんにも、「BHC牛乳」が飲めなくなってタラオが怒る、という話が描かれるほど、この問題は社会に影響を与えるものであった。
BHCはDDTや除虫菊と同じように昆虫の皮膚から浸透して、神経を侵す接触剤といわれるものである。それと同時に、薬のついた草を食べて消化器から吸収される食毒剤でもある。さらに空気中に蒸発して昆虫の呼吸器から吸収され、殺虫効果を発揮する。要するに、害虫が薬に触れなければ効果がないので、ウンカのように稲の葉の上にいる場合には効果が上がるが、メイチュウのように稲の茎に潜っている虫には効き目がない。
中国では、分子式から「六六六」という名の農薬（殺虫剤）として知られるが、使用は一部例外を除いて原則禁止となっている。リンダンの音訳として「林丹」という呼び名も使われた。

### 住居用燻蒸剤

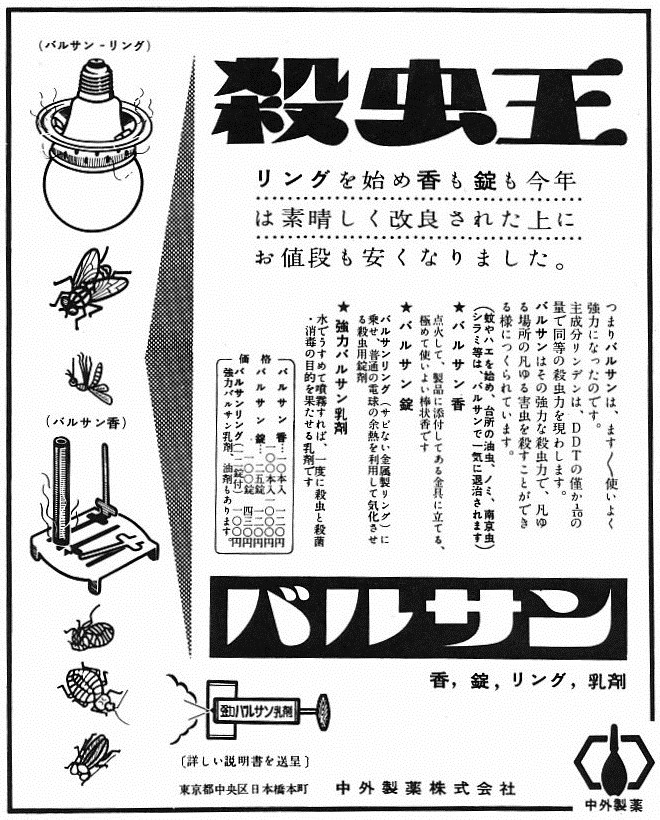
発売当初のバルサンの広告

初期のバルサンの主成分として用いられるなど、ゴキブリやダニにもよく利く住居用の燻蒸剤としても使用されたが、現在は使用が禁じられている。

### 防疫
1959年の伊勢湾台風では、伝染病を防ぐ目的で被災地の広範囲に散布された。

### 医薬
疥癬の治療薬として、皮膚の患部に塗布し、原因となるヒゼンダニを殺すのに用いられている。また、アタマジラミの駆除に用いる国もある。日本では規制のため、医薬品としては入手できず、試薬等として購入し、院内調剤して用いられていた。2010年4月より化審法改正のため、日本国内では医療用途には入手不能となった。

## 製法
ベンゼンと塩素ガスを混ぜた状態で紫外線を照射すると塩素ラジカル (Cl•) が発生する。これをベンゼンに繰り返し付加させると BHC が得られる。